# Gymnosporia harlandii
Gymnosporia harlandii là một loài thực vật có hoa trong họ Dây gối. Loài này được Hance mô tả khoa học đầu tiên năm 1866.